# Corallodiscus
Corallodiscus es un género con 19 especies de plantas perteneciente a la familia Gesneriaceae.  Es originario del sureste de Asia donde se distribuye por Bhutan, China, N India, Nepal, Sikkim y Tailandia.

## Descripción
Plantas perennes herbáceas sin tallos. Las hojas numerosas, en una compacta roseta basal, glabas y densamente lanudas, con lamina ampliamente lanceolada, aovada, rómbica, elíptica, o suborbicular, la base amplia o estréchamente cuneada. Las inflorescencias en cimas axilares con una o muchas flores, laxas, raramente subumbeladas. Corola tubular, zigomorfa, de color azul o púrpura, raramente amarillo o blanco. El fruto es una cápsula oblonga a lineal. Tiene un número de cromosomas de : 2n = 20, 40.

## Taxonomía
El género fue descrito por Alexander Theodorowicz Batalin y publicado en Trudy Imperatorskago S.-Peterburgskago Botaničeskago Sada 12: 176. 1892.
Etimología
Corallodiscus: nombre genérico compuesto por la palabra griega κοραλλιον, korallion = "coral", y δισκος, diskos = "disco", en alusión al disco del nectario de color rojo coral.

## Especies
- Corallodiscus bhutanicus
- Corallodiscus bullatus
- Corallodiscus conchaefolius
- Corallodiscus conchifolius
- Corallodiscus cooperi
- Corallodiscus cordatulus
- Corallodiscus flabellatus
- Corallodiscus forrestii
- Corallodiscus grandis
- Corallodiscus kingianus
- Corallodiscus labordei
- Corallodiscus lanuginosus
- Corallodiscus lineatus
- Corallodiscus luteus
- Corallodiscus mengtzeanus
- Corallodiscus patens
- Corallodiscus plicatus
- Corallodiscus sericeus
- Corallodiscus taliensis